# Virtuelles Team
In internationalen Unternehmen gibt es eine Entwicklung hin zu virtuellen Teams, die über regionale, nationale und kulturelle Grenzen sowie Zeitzonen hinweg zusammenarbeiten. Synonym für virtuelles Team findet sich insbesondere in früherer Literatur der Begriff virtuelle Arbeitsgruppe. Der Begriff virtuell ist schlecht gewählt, wie Zaccaro und Bader ausführen, denn er suggeriert, es handele sich um ein unwirkliches und künstliches Gebilde. Den gleichen Gedanken knüpften Lipnack und Stamps bereits 1998.
Um den im Deutschen ambivalenten Begriff „virtuell“ zu vermeiden – er suggeriert, dass diese Teams künstlich, unwirklich und keine „echten“ Teams seien –, wird häufig auf andere Begriffe ausgewichen, z. B. verteilt oder standortübergreifend.
Mit der Verbreitung von computergesteuerten Arbeitsprozessen in Profit- und Non-Profit-Organisationen und mit dem Einzug des Internets in Produktions- und Verwaltungsvorgängen taucht der Begriff virtuelle Arbeitsgruppe bzw. virtuelles Team seit den 1990er Jahren vermehrt auf.
In einem Beitrag von Utz (2000) werden virtuelle Arbeitsgruppen als Teams beschrieben, deren Mitglieder sich aus unterschiedlichen und räumlich getrennten Unternehmen und Organisationen zusammensetzen. Das kennzeichnende Element virtueller Arbeitsgruppen ist die überwiegend medial vermittelte Kommunikation. In den Anfängen virtueller Zusammenarbeit finden sie sich vor allem im Forschungs- und Entwicklungsbereich.
Bergmann und Niederholtmeyer (2003) erweiterten den Begriff auf jede Arbeitsgruppe innerhalb einer oder mehrerer Organisationen nicht nur im Profit-, sondern auch im Non-Profit-Bereich.

## Das virtuelle Team als Organisationsform
Bei virtuellen Teams handelt es sich um eine Organisationsform, deren Mitglieder
- zeitlich befristet, gelegentlich auch dauerhaft
- mit gemeinsamen Zielen
- an verschiedenen Orten und evtl. zu verschiedenen Zeiten
- über regionale, nationale oder Unternehmensgrenzen hinweg zusammenarbeiten und
- überwiegend medienvermittelt kommunizieren[5]

Ein „virtuelles Team“ kann die passende Arbeitsform für viele Problemstellungen sein, die eine überregionale, internationale oder organisationsübergreifende Zusammenarbeit erfordern.
Nach Hertel/Konradt unterscheiden sich virtuelle Teams nur graduell von kopräsenten Teams. Konzepte, die für herkömmliche Teams Anwendung finden, können auch auf virtuelle Teams übertragen werden. Studien zeigen allerdings, dass standortverteilte Teams eine andere Gewichtung einzelner Teamprozesse erfordern. Zur Identifikation spezifischer motivationaler Einflussfaktoren auf Teamprozesse in virtuellen Teams entwickelte Hertel das VIST-Modell. Hintergrund bildet die Annahme, dass Motivation in virtuellen Teams eine Schlüsselrolle für die erfolgreiche Zusammenarbeit einnimmt und sowohl die individuelle Leistung als auch die Gruppenleistung steigert. Darüber hinaus erhöht Motivation die Arbeitszufriedenheit.
Das VIST-Modell, welches als theoretisches Rahmenmodell zu verstehen ist, steht für Valence – Instrumentality – Self-Efficacy – Trust:
- Valence (Valenz): Subjektive Bedeutung der Gruppenziele
- Instrumentality (Instrumentalität): Bewertung des eigenen Beitrags zur Erreichung des Gruppenziels
- Self-Efficacy (Selbstwirksamkeit): Einschätzung der eigenen Fähigkeiten bzw. der Fähigkeiten des Teams, den notwendigen Beitrag zur Erreichung des Gruppenziels leisten zu können
- Trust (Vertrauen): Erwartete Sicherheit, mit der die Leistung auch zum Erfolg führt (interpersonales Vertrauen, systembezogenes Vertrauen)

Bei der empirischen Anwendung des Modells ist davon auszugehen, dass die einzelnen Faktoren unabhängig voneinander wirken. Um die optimale Motivation zu erzielen, müssen alle Faktoren hoch ausgeprägt sein. Auch wenn Hertel und Kollegen noch keine ausreichenden empirischen Belege für die Gültigkeit des Gesamtmodells nachweisen konnten, belegen bisherige Studien die Gültigkeit der Einzelfaktoren. So führt hohe Instrumentalität zu einem Leistungszuwachs in Qualität und Quantität innerhalb virtueller Teams.
In der Forschung kam die Frage auf, ob die Instrumentalitätskomponente erhöht wird, wenn das Management die Interdependenz im Team stärkt. Dabei werden zunächst drei Interdependenzen unterschieden:
- Aufgabeninterdependenz bedeutet, dass die Teammitglieder bei der Ausführung einer Aufgabe voneinander abhängig sind.
- Zielinterdependenz meint die gegenseitige Abhängigkeit der Teammitglieder hinsichtlich ihrer Interessen.
- Ergebnisinterdependenz beschreibt die Abhängigkeit der Teammitglieder bei der Anerkennung für die Gruppenarbeit.

In der Theorie sind die drei Interdependenzformen voneinander unabhängig und korrelieren nur geringfügig miteinander. Es wird angenommen, dass bei einer hohen Ausprägung der Interdependenzen die Effektivität virtueller Teams gefördert wird.
Eine Feldstudie von Hertel, Konradt und Orlikowski (2004) konnte diese Annahmen weitestgehend bestätigen: Eine hohe Interdependenz im Team  führt zu einer höheren Wahrnehmung der Instrumentalität eigener Beiträge. Aufgaben-, Ziel- und Ergebnisinterdependenz haben einen positiven Zusammenhang mit der Effektivität virtueller Teams, was durch die Wahrnehmung der Instrumentalität eigener Leistungen vermittelt wird.
Die folgenden Praktiken des Managements haben sich dabei als besonders positiv für die Interdependenz herausgestellt:
- Zielmanagement: Ziele werden gesetzt und klar formuliert, sie stehen nicht im Konflikt zu den eigenen Zielen der Mitarbeiter;
- Anreizmanagement: Erfolge werden belohnt, z. B. in Form von gemeinsamen Essen, Publikation des ausstehenden Erfolgs im Firmennewsletter oder auch Theatergutscheinen.

Das VIST-Modell lässt sich sowohl in der Diagnose von Arbeitsprozessen in virtuellen Teams als auch in der anschließenden Optimierung der Zusammenarbeit anwenden. Das hieße zum Beispiel für Instrumentalität in der Diagnosephase: „Sind die Mitglieder von der Wichtigkeit ihrer Beiträge überzeugt?“. Wäre dies nicht der Fall, sollte das Feedback für die Teammitglieder so gestaltet werden, dass die Bedeutung ihrer Arbeit für den Teamerfolg stärker berücksichtigt wird. Des Weiteren müsste der erbrachte Arbeitsbeitrag den einzelnen Teammitgliedern zuordenbar sein.
Virtuelle Teams stehen einer Reihe von Herausforderungen gegenüber:
- Der direkte persönliche Kontakt untereinander ist begrenzt und damit der Aufbau von Vertrauen und die Verankerung gemeinsamer Ziele erschwert.
- Die vorwiegend medienvermittelte Kommunikation erfordert zusätzliche Kompetenzen im Umgang mit den jeweiligen Medien sowie umfassende Kommunikationskompetenzen
- Die häufige Verteilung über Zeitgrenzen hinweg verringert die Phasen, in denen die Teammitglieder zeitgleich zum Beispiel für Telefon- oder Videokonferenzen zur Verfügung stehen. Dies erfordert eine sehr gute asynchrone Organisation der Zusammenarbeit in virtuellen Teams.
- Die größeren kulturellen Unterschiede (sowohl nationale Kulturen als auch Organisationskulturen) und die verringerten Möglichkeiten zu Präsenztreffen erschweren die Verständigung über eine gemeinsame Basis der Zusammenarbeit und Problemlösung[12].

Um diese erfolgreich zu bewältigen, bestehen Interventionsmöglichkeiten sowohl auf individueller als auch auf Führungsebene. Auf individueller Ebene erleichtern die Möglichkeit zu informellem Informationsaustausch in einem persönlichen Kennenlernen (Kick-Off Veranstaltung), ergebnis- und prozessorientiertes Feedback sowie Team- und Konflikttraining die Zusammenarbeit in virtuellen Teams. Ein partizipativer Führungsstil, der SMART-Goals setzt und durch Management by Objectives (MBO) die Ziele individuell mit den Mitarbeitern abstimmt, bilden Strategien, die ebenfalls positiv wirken.

## Medienkompetenz
Von besonderer Bedeutung für die standortverteilte Zusammenarbeit ist die Entwicklung von Medienkompetenz. Hierzu gehören
1. Die Fähigkeit, die Kommunikationsmedien (technisch) nutzen zu können.
2. Medien zielführend auswählen und einsetzen zu können.
3. Sich medienangemessen verhalten zu können und
4. Sensibilisiert sein für die Eigendynamik und Eigenlogik von Kommunikationsmedien.

Großen Einfluss hat hier die Medienreichhaltigkeitstheorie, die von Draft und Lengel entwickelt und unter anderem bei Reichwald et al. beschrieben wird. Das Modell stellt die Komplexität der jeweiligen Aufgabenstellung dem Informationsreichtum eines geeigneten Kommunikationsmedium gegenüber. Informationsreichtum bedeutet hier die möglichen Kanäle zur Übermittlung von sachbezogenen und sozialen Informationen.

## Unterstützende Anwendungen für virtuelle Teamarbeit
Um die standortverteilte Zusammenarbeit auch von der technischen Seite her adäquat zu unterstützen, haben sich verschiedene Anwendungen herauskristallisiert, die je nach Aufgabenstellung eher die synchrone Kommunikation („Meeting Tools“, „virtual classroom“), die asynchrone Kooperation („Groupware-Tools“) oder die Koordination im Rahmen von Projekten (Projektmanagement-Software) unterstützen. Aktuelle Tendenzen zeigen, dass Anbieter versuchen, immer mehr Einzelanwendungen wie Chat, Video, Discussion-Board, Dokumentenablage, Kalender etc. in integrierten Anwendungen zusammenzuführen.